# Rechtsetzungshoheit
Die kommunale Selbstverwaltung umfasst in Deutschland in ihrem Kern das Recht der Kommune, ihre Angelegenheiten durch Satzung selbst zu bestimmen, sofern die Gesetze nichts anderes regeln (vergl. z. B. § 7 Abs. 1 Gemeindeordnung von Nordrhein-Westfalen). Die Kommunen können öffentlich-rechtliche Satzungen im eigenen Wirkungskreis mit einer abstrakt generellen Regelung erlassen.
Unterschieden werden Pflichtsatzungen, bedingte Pflichtsatzungen und freiwillige Satzungen:

## Pflichtsatzungen
Zum Erlass von Pflichtsatzungen sind die Kommunen durch gesetzliche Vorschriften verpflichtet. Beispiele sind die Hauptsatzung einer Kommune, die die Regelungen der landesrechtlichen Gemeindeordnung bzw. Landkreisordnungen ergänzt oder die Haushaltssatzung.

## Bedingte Pflichtsatzungen
Zum Erlass bedingter Pflichtsatzungen sind die Kommunen verpflichtet, wenn eine bestimmte Entscheidung getroffen werden soll. Beispiel: Nur wenn die Kommune einen Bebauungsplan verabschieden will, muss sie dies in Form einer Satzung tun. Soll ein Eigenbetrieb gegründet werden, ist zwingend eine Betriebssatzung für den Eigenbetrieb zu verabschieden. Wenn innerhalb des Gemeindegebietes ein kommunaler Friedhof betrieben wird, ist eine Friedhofssatzung nötig.

## Freiwillige Satzungen
Der Kommune ist es in ihrem Wirkungskreis im Übrigen freigestellt, ob sie einen bestimmten Bereich durch Satzung regeln möchte. Beispiel: Die Benutzung einer öffentlichen Einrichtung (Schwimmbad, Theater) kann öffentlich-rechtlich durch Satzung oder privat-rechtlich durch Allgemeine Geschäftsbedingungen geregelt werden. Die Kommune ist insoweit frei. Diese Freiheit ist dann eingeschränkt, sobald die Kommune eine öffentliche Aufgabe auf eine privat-rechtliche Gesellschaft (GmbH) überträgt. Diese kann dann nicht mehr auf das Instrument der Satzung zurückgreifen.